# Vlag van Rosmalen

Oude gemeentevlag van Rosmalen
(1966-1996)

Dorpsvlag van Rosmalen

Dit artikel behandelt de vlag van de voormalige gemeente Rosmalen, evenals de huidige vlag van Rosmalen. Sinds 1 januari 1996 valt Rosmalen onder de gemeente 's-Hertogenbosch.

## Oude gemeentevlag

### Gemeentevlag van 1966
De laatste gemeentevlag van Rosmalen was azuurblauw, met daarin aan de linkerbovenhoek een goudgeel schildje met een azuurblauw drieblad en een ploeg in de kleur goudgeel geplaatst in de broektop op 1/5 van de vlaglengte. De vlag werd per raadsbesluit van 7 maart 1966 aangenomen. Deze symbolen staan centraal voor het boerenkarakter van het dorp Rosmalen en komen ook in dezelfde configuratie in het voormalige gemeentewapen voor. De voormalige gemeente Rosmalen voerde vanaf 1966 tot aan de opheffing deze vlag.

### Ontwerp van een gemeentevlag door Kl. Sierksma
In 1962 beschreef Kl. Sierksma de volgende vlag, die hij zelf voor Rosmalen had ontworpen:
Twee evenhoge banen van geel en blauw, langs de bovenzijde voorzien van een tweebanige zoom in de kleuren groen en rood, langs de onderzijde van hetzelfde in omgekeerde volgorde, waarbij de zoom 1/8 van de totale vlaghoogte is.
De kleuren geel en blauw zijn ontleend aan het gemeentewapen, terwijl de andere kleuren al sinds lange tijd werden gevoerd door de plaatselijke schutterij, die een belangrijke rol in de gemeente speelde.
Dit ontwerp is nooit goedgekeurd, maar vooruitlopend op de zaken had dhr. Sierksma hem wel als gemeentevlag in zijn vlaggenboek opgenomen. In werkelijkheid bleef de oude defileervlag in gebruik.

## Huidige dorpsvlag
Op 8 juni 2000 heeft de gemeenteraad van 's-Hertogenbosch besloten dat Rosmalen een nieuwe vlag kreeg. Dit was op verzoek van de Heemkundekring Rosmalen.
De raad heeft besloten dat de kleuren van de vlag rood en wit zijn. Op 7/15 van rechts staat er een rood kruis, met op de kruising van dit kruis een witte schijf, die alle snijpunten van het kruis raakt. Rechts van dit Scandinavisch kruis zijn vijf banen in de volgorde van boven naar beneden rood, wit, rood, wit en rood. De middelste baan, is de baan van het kruis. De linker onderhoek is geheel wit, terwijl in de linkerbovenhoek een rode knop bevindt, met daaraan vier lindebladeren. Dit  is het symbool van het Maasland.

### Afbeeldingen

Nooit goedgekeurd vlagontwerp voor Rosmalen ?(Sierksma, 1962)
Defileervlag van 1935, tot 1966 in gebruik als gemeentevlag.
Het wapen van Rosmalen, waarvan de vlag was afgeleid

Aalburg 
· Aarle-Rixtel 
· Alphen en Riel 
· Bakel en Milheeze 
· Beek en Donk 
· Beers 
· Berghem 
· Berkel-Enschot 
· Berlicum 
· Bladel en Netersel 
· Borkel en Schaft 
· Boxmeer 
· Budel 
· Chaam 
· Cuijk 
· Cuijk en Sint Agatha 
· Den Dungen 
· Diessen 
· Dinteloord en Prinsenland 
· Drunen 
· Dussen 
· Engelen 
· Erp 
· Esch 
· Escharen 
· Fijnaart en Heijningen 
· Geffen 
· Geldrop 
· Gemert 
· Giessen 
· Ginneken en Bavel 
· Grave 
· 's Gravenmoer 
· Haaren 
· Halsteren 
· Haps 
· Heesch 
· Heeswijk-Dinther 
· Heeze 
· Helvoirt 
· Hoeven 
· Hooge en Lage Mierde 
· Hooge en Lage Zwaluwe 
· Hoogeloon, Hapert en Casteren 
· Huijbergen 
· Klundert 
· Landerd 
· Leende 
· Liempde 
· Lieshout 
· Lith 
· Luyksgestel 
· Maarheeze 
· Maasdonk 
· Made en Drimmelen 
· Megen, Haren en Macharen 
· Mierlo 
· Mill en Sint Hubert 
· Moergestel 
· Nieuw-Ginneken 
· Nieuw-Vossemeer 
· Nistelrode 
· Nuland 
· Oeffelt 
· Oost-, West- en Middelbeers 
· Oploo, Sint Anthonis en Ledeacker 
· Ossendrecht 
· Oud en Nieuw Gastel 
· Oudenbosch 
· Prinsenbeek 
· Putte 
· Raamsdonk 
· Ravenstein 
· Reusel 
· Riethoven 
· Rijsbergen 
· Rijswijk 
· Roosendaal en Nispen 
· Rosmalen 
· Schaijk 
· Schijndel 
· Sint Anthonis 
· Sint-Oedenrode 
· Sprang-Capelle 
· Standdaarbuiten 
· Terheijden 
· Teteringen 
· Uden 
· Udenhout 
· Veghel
· Vessem, Wintelre en Knegsel 
· Vierlingsbeek 
· Vlijmen 
· Wanroij 
· Waspik 
· Werkendam 
· Westerhoven 
· Willemstad 
· Woudrichem 
· Wouw 
· Zeeland 
· Zevenbergen
Acht
· Alphen
· Bavel
· Berghem
· Berlicum
· Biest-Houtakker
· Borkel en Schaft
· Chaam
· Cromvoirt
· Cuijk
· Den Dungen
· Dinteloord
· Effen
· Esch
· Galder
· Geeren-Noord
· Gemonde
· Haagse Beemden
· Haaren
· Halsteren
· Helvoirt
· Herpen
· Heusden
· Langenboom
· Leur
· Megen, Haren en Macharen
· Moergestel
· Nieuw-Vossemeer
· Nuland
· Olland
· Orthen
· Princenhage
· Ravenstein
· Rosmalen
· Sint-Michielsgestel
· Sprang
· Steenbergen
· Strijbeek
· Teteringen
· Ulvenhout
· Udenhout
· Velp
· Vierlingsbeek
· Waspik
· Wintelre